# Golden Slumbers (披頭四歌曲)
《Golden Slumbers》是由英國搖滾樂團披頭四成員保羅·麥卡尼創作、收錄於專輯《艾比路》的1969年歌曲。（作品上是以藍儂-麥卡尼「Lennon–McCartney」的名義發表）

## 歌曲概要
作品的靈感來自於保羅·麥卡尼的继妹露斯·麥卡尼（Ruth McCartney）放在家裡的一份、內容有著由16世紀英國作家湯馬斯·德克（Thomas Dekker）所著作的一篇名為《黃金夢鄉》（Golden Slumbers）的搖籃詩集樂譜。而當時麥卡尼看了內容之後覺得在音樂部份寫得不是很清楚，便隨興自己做出一篇關於從此詩集想到的音樂。
《Golden Slumbers》在被收錄的專輯《艾比路》中，與另一首歌曲《Carry That Weight》是曲風可連結一貫的作品。而披頭四成員約翰·藍儂在這首歌錄製前因車禍受傷而缺席。

## 演奏成員
- 保羅·麥卡尼：主唱、鋼琴
- 喬治·哈里森：貝斯
- 林哥·史達：鼓
- 其他未列名演奏者：小提琴、中提琴、大提琴、低音提琴、法國號、長號、低音長號、小號

## 翻唱者
- 約翰·丹佛：收錄1970年10月發行專輯《Whose Garden Was This》
- 菲爾·柯林斯：收錄1998年10月20日發行專輯《In My life》
- 珍妮弗·赫德森：收錄 2016年12月9日發行動畫電影《Sing》電影原聲帶

## 引用
- 2006年動畫《快樂腳》開頭出現由凱蒂蓮演唱的《黃金夢鄉》歌曲。
- 日本小說家伊坂幸太郎於2007年發行了與歌曲同名小說《Golden Slumbers》，而2010年由小說改編的真人電影裡也有演唱這首歌的橋段。